# Beginaža
Beginaža (iz francoskega béguinage) je arhitekturni kompleks, zgrajen za begine, članice ženskim redovnim družbam podobne skupnosti. Begine niso prejele samostanske zaobljube in se niso povsem umaknile iz posvetnega sveta. 
Prve beginaže so bile ustanovljene v 12. stoletju kot samostani begin, ki so živele v samem samostanu ali njegovi v neposredni bližini pod vodstvom ene same nadrejene, imenovane gospodarica ali priorka. Beginaž običajno niso imenovali samostan. Zgradbe so bile skromne, skupnosti pa majhne, neformalne in pogosto revne. Begine, ki so živele v skupnosti, so praviloma  spoštovale določene predpise in prispevale svoj delež v skupno blagajno.
V prvih desetletjih 13. stoletja so se v Nizozemskih deželah (Nizozemska, Belgija, Luksemburg) pojavile veliko večje in stabilnejše skupnosti, sestavljene iz več hiš za begine, zgrajenih okoli osrednje kapele ali cerkve, v kateri so potekale njihove verske dejavnosti. V kompleks so bile pogosto vključene tudi gospodarske ustanove, na primer pivovarne in pekarne, in bolnišnice. Okoli sredine 13. stoletja je francoski kralj Ludvik IX.  ustanovil beginažo v Parizu, ki se je zgledovala po beginažah v Nizozemskih deželah.
Več beginaž je zdaj uvrščenih na Unescov seznam svetovne dediščine.

## Ime
Beseda beginaža naj bi izhajala iz imena Lamberta le Bègueja (Lambert Jecljavi), zgodnjega podpornika gibanja, ki je umrl okoli leta 1180.

## Opis
Medtem ko so majhne beginaže imele običajno samo eno hišo, so nizozemske dvorne beginaže običajno obsegala eno ali več dvorišč, obdanih s hišami, cerkev ali kapelo, ambulanto in več skupnih hiš ali "samostanov". Od 12. do 18. stoletja je imelo vsako veliko mesto v Nizozemskih deželah vsaj eno dvorno beginažo. Skupnosti so se v 19. in 20. stoletju zmanjšale in nato ugasnile. Beginaže so bile od mesta ločene z obzidjem z več ponoči zaprtimi vrati. Podnevi prihajanje in odhajanje ni bilo omejeno.  
Begine so prihajale iz različnih družbenih slojev, vendar so bile resnično revne ženske sprejete le, če so imele bogatega dobrotnika, ki se je zavezal, da bo poskrbel za njihove potrebe. 
Razumevanje motivacije žensk za vključitev v beginaže se je v zadnjih desetletjih močno spremenilo. Razvoj teh skupnosti je bil jasno povezan s prevlado žensk v urbanih središčih v srednjem veku. Med starejšimi zgodovinarji je prevladovalo mnenje, da so "presežek" žensk povzročile vojne, v katerih je umrlo veliko moških. Kasnejše raziskave so pokazale,  da se je v večjem delu Evrope sklepanje zakonskih zvez dogajalo kasneje v življenju in manj pogosto, kot se je prej verjelo. Zgodovinarji so ugotovili, da so se samske ženske pogosto preselile v novo razvita mesta, ker so tam imele več priložnosti za zaslužek. Tako majhne kot velike beginaže so zadostile njihove socialne in ekonomske potrebe in jim dale nekaj osebne neodvisnosti, ki so je sicer težko dobile.

## Belgija
- Aarschot
- Anderlecht
- Antwerpen
- Bruges ‡
- Sv. Janez Krstnik, Bruselj
- Dendermonde ‡
- Diest ‡
- Diksmuide
- Gent:
  - Sveti vogal/Stara sv. Elizabeta
  - Nova sv. Elizabeta v Sint-Amandsbergu ‡
  - Naša Gospa Ter Hooyenska ‡
- Hasselt
- Herentals
- Hoogstraten ‡
- Lier ‡
- Leuven:
  - Velika beginaža ‡
  - Mala beginaža
- Mechelen:
  - Velika beginaža ‡
  - Mala beginaža
- Kortrijk ‡
- Oudenaarde
- Sint-Truiden ‡
- Turnhout ‡
- Tongeren ‡

‡ označuje trinajst "Flamskih beginaž", leta 1998 uvrščenih na Unescov seznam svetovne dediščine.

## Druge beginaže
- Amsterdam, Nizozemska
- Delft, Nizozemska
- Utrecht, Nizozemska
- Breda, Nizozemska
- Leeuwarden, Nizozemska[6]
- Haarlem, Nizozemska[7]
- Sittard, Nizozemska[8]
- Saint-Quentin, Francija[9]
- Beginaža sv. Vaasta, Cambrai, Francija
- Beginaža Valenciennes
- Pariz, Francija